# Мачу (повіт)
33°59′55″ пн. ш. 102°04′20″ сх. д. / 33.99874° пн. ш. 102.07211° сх. д.
Мачу (кит. 玛曲县, пін. Măqŭ Xiàn) — один із повітів КНР у складі Ганьнань-Тибетської автономної префектури, провінція Ганьсу. Адміністративний центр — містечко Ньїма.

## Географія
Мачу у середньому лежить на висоті близько 3700 метрів над рівнем моря, перепад висот у діапазоні від 3500 до 3800 метрів над рівнем моря. Повіт з північного заходу на південний схід перетинають два гірські пасма: Аньє-Мачен на південному заході та Сіціншань на північному сході. Хуанхе (котра слугує кордоном повіту у кількох місцях) тут формує S-подібну петлю, огинаючи Аньє-Мачен зі сходу, а Сіціншань — з заходу.

### Клімат
Повіт лежить у зоні так званої «гірської тундри», котра характеризується кліматом арктичних пустель. Найтепліший місяць — липень із середньою температурою 11,8 °C. Найхолодніший місяць — січень, із середньою температурою -8,3 °С.
| Клімат повіту Мачу                                 | Клімат повіту Мачу | Клімат повіту Мачу | Клімат повіту Мачу | Клімат повіту Мачу | Клімат повіту Мачу | Клімат повіту Мачу | Клімат повіту Мачу | Клімат повіту Мачу | Клімат повіту Мачу | Клімат повіту Мачу | Клімат повіту Мачу | Клімат повіту Мачу | Клімат повіту Мачу |
| Показник                                           | Січ.               | Лют.               | Бер.               | Квіт.              | Трав.              | Черв.              | Лип.               | Серп.              | Вер.               | Жовт.              | Лист.              | Груд.              | Рік                |
| Середній максимум, °C                              | 0,5                | 3,2                | 6,4                | 10,3               | 13                 | 15,2               | 17,6               | 17,5               | 14,3               | 9,5                | 5,3                | 1,5                | 9,5                |
| Середня температура, °C                            | −8,3               | −5,3               | −1,3               | 3                  | 6,4                | 9,7                | 11,8               | 11,3               | 8                  | 2,7                | −2,2               | −7,2               | 2,3                |
| Середній мінімум, °C                               | −15,4              | −12,2              | −7,2               | −2,7               | 1,1                | 4,9                | 6,8                | 6,2                | 3,4                | −2                 | −8,8               | −14,1              | −3,3               |
| Норма опадів, мм                                   | 5.8                | 6.3                | 15.2               | 29                 | 71.8               | 101                | 126                | 116.9              | 88.1               | 43.7               | 6.7                | 1.8                | 612.3              |
| Вологість повітря, %                               | 45                 | 46                 | 52                 | 58                 | 66                 | 71                 | 74                 | 75                 | 76                 | 70                 | 55                 | 46                 | 61                 |
| -------------------------------------------------- | ------------------ | ------------------ | ------------------ | ------------------ | ------------------ | ------------------ | ------------------ | ------------------ | ------------------ | ------------------ | ------------------ | ------------------ | ------------------ |
| Джерело: Дані метеостанції №56074 (КНР, 1991-2020) |                    |                    |                    |                    |                    |                    |                    |                    |                    |                    |                    |                    |                    |